# Jacques Feldbau
Jacques Feldbau est un mathématicien français, né le 22 octobre 1914 à Strasbourg (Bas-Rhin), dans une famille juive traditionaliste d'Alsace dont il partageait les valeurs et les convictions religieuses, et mort le 22 avril 1945 au camp de Ganacker (de), annexe du camp de concentration de Flossenburg en Bavière.

## Biographie

### Enfance et études
Jacques Feldbau montre un intérêt précoce pour les mathématiques, tout en étant féru de musique et de sport. Il étudie au lycée Fustel-de-Coulanges à Strasbourg, obtient son baccalauréat en 1932, puis entre en classes préparatoires au lycée Kléber. Il se présente  à l'École normale supérieure, mais, ayant refusé de composer un samedi, il n'est pas reçu. Il s'inscrit à l'Université de Strasbourg en 1934, où il est bibliothécaire de l'institut de mathématiques en 1935. Il prépare l'agrégation en France à l'ENS en auditeur libre, et il est reçu en 1938. Il entre au CNRS et commence à préparer un doctorat sous la direction de Charles Ehresmann. Il est également pianiste et devient champion universitaire de brasse papillon en 1939. Dès les années 1930, Jacques Feldbau participe à un « groupe de défense contre les antisémites ».

### Seconde Guerre mondiale
Jacques Feldbau est mobilisé en 1939, il devient lieutenant d’aviation. Démobilisé après l’armistice du 22 juin 1940, il est nommé professeur agrégé au lycée de Châteauroux, mais il lui est interdit d'enseigner par les lois d'exclusions du 3 octobre 1940 portant sur le statut des juifs, promulguées par le régime de Vichy. Il rejoint alors Clermont-Ferrand, où s’est repliée l’Université de Strasbourg, et son directeur de thèse, Charles Ehresmann. Il donne des leçons de mathématiques pour vivre, poursuit ses recherches en topologie pour sa thèse de doctorat, et entre dans la Résistance. Au statut des Juifs s’ajoutent les pressions de l’occupant nazi : il devient vite impossible à un scientifique catalogué comme « non aryen » de publier sous son nom. Michèle Audin a ainsi montré qu’une note aux Comptes Rendus de l'Académie des Sciences, portant au départ les signatures de Jacques Feldbau et de Charles Ehresmann, a finalement été publiée sous le seul nom de ce dernier. Jacques Feldbau a ensuite publié deux autres articles sous le pseudonyme de Jacques Laboureur.

### Arrestation et déportation
Dans la nuit du 24 au 25 juin 1943 a lieu la « rafle de la Gallia » : 38 étudiants strasbourgeois sont arrêtés au foyer universitaire Gallia en représailles, à la suite de trois attentats contre les Allemands, dont l'exécution le 24 juin de deux membres de la Gestapo dans la maison d'un résistant, le professeur Jean-Michel Flandin. Feldbau n'est pas présent au foyer, mais est arrêté le 25 au matin, alors qu'il vient chercher son manuscrit de thèse. Il est transféré à Drancy, puis déporté à Auschwitz, par le convoi n° 60 du 7 octobre 1943,, où il arrive le 10 octobre.
Les témoignages des survivants font état de sa force morale et du soutien qu'il apporte à ses compagnons. Il est aidé en cela par sa maîtrise de plusieurs langues. Il aurait organisé des séminaires de mathématiques le dimanche après-midi et une conférence sur la théorie des quanta.
Le 16 janvier 1945, le camp est évacué par les SS pour une marche de la mort vers l'ouest. Jacques Feldbau meurt d'épuisement au camp de Ganacker, en Bavière, deux semaines avant la fin de la guerre.
Ses restes sont rapatriés en 1957 par sa sœur, et il est réinhumé dans le cimetière israélite de Cronenbourg.

## Son œuvre mathématique
Sous l'impulsion de Charles Ehresmann, Jacques Feldbau a effectué des travaux décisifs en topologie algébrique et plus particulièrement sur les espaces fibrés.
Parmi ses principaux résultats, on note le théorème fondamental suivant : « un espace fibré sur un simplexe est trivialisable », ainsi que son corollaire, « se donner un fibré sur une sphère {\displaystyle S^{n}} est équivalent à se donner une application de {\displaystyle S^{n-1}} dans le groupe des automorphismes de la fibre ». Ces résultats vont tellement de soi aujourd'hui parmi les spécialistes de topologie algébrique que leur origine est un peu oubliée, comme l'écrit André Weil, dans les commentaires de ses œuvres complètes.
Une note aux Comptes Rendus de l'Académie des Sciences, cosignée avec Charles Ehresman, expose ce que l'on a appelé plus tard la suite exacte d'homotopie des espaces fibrés.
Les papiers posthumes de Jacques Feldbau, publiés par les soins d'Ehresmann en 1958, contiennent aussi des travaux sur les groupes d'homotopie d'ordre supérieur, retrouvés par la suite, et dépassés par J. H. C. Whitehead, avec lequel lui et Ehresmann étaient en concurrence.
Ses conditions de travail difficiles et son destin tragique ont occulté son apport aux mathématiques. Mais celui-ci est désormais reconnu, grâce à des travaux récents sur l'histoire de la topologie,.